# ليوناردو مونتيرو
ليوناردو مونتيرو (بالإسبانية: Leonardo Montero)‏ هو مقدم تلفزيوني أرجنتيني، ولد في 1972.